# Marcha nupcial
Marcha Nupcial é uma peça musical executada durante cerimônias de casamento, no momento da entrada da noiva. Comumente antecedida por toques de Clarins Triunfais que destacam a importância deste dado momento.
Existem duas marchas nupciais populares que são a de Mendelssohn da peça Sonho de uma Noite de Verão de William Shakespeare e a de Wagner do coro nupcial da ópera Lohengrin. Na cultura popular estas músicas são muito associadas a ideia de casamento embora no Brasil a versão mais utilizada seja a de Felix Mendelssohn devido a uma paródia criada com a Marcha de Wagner conhecida como "Com quem será...?" retirando-a da cena dos casamentos brasileiros.  A famosa Marcha Nupcial de Mendelssohn tem cumprido bem o seu papel desde 1858, com o casamento da princesa Vitória Adelaide com Frederico III.
O arranjo original de F. Mendelssohn foi composto no ano de 1842 no tom de dó maior.
Nos tempos modernos, muitos compositores escreveram marchas de casamento para uso durante as cerimônias inter-religiosas, a fim de honrar as tradições religiosas da noiva e do noivo. Incluído neste grupo John Serry Sr.